# 山梨県立身延高等学校
山梨県立身延高等学校（やまなしけんりつ みのぶこうとうがっこう）は、山梨県南巨摩郡身延町梅平に所在する公立の高等学校。
校訓は「質実剛健」「互助互譲」。校歌は作詞: 北原白秋、作曲: 山田耕筰。

## 設置学科

### 現在置かれている学科
- 全日制課程　総合学科  （2013年～）
  - 理数科学科目群
  - 人文社会科目群
  - 福祉健康科目群
  - 文化情報科目群

### 過去に置かれていた学科
- 全日制課程　普通科 （1950年～2014年）
- 全日制課程　理数科 （1997年～2014年）
- 全日制課程　商業科（1950年～1995年）

その他、家庭科や定時制も置かれていたが、短期間で廃止されている。

## 沿革

### 身延第一高等学校（男子校）
- 1923年（大正12年）4月1日 - 山梨県立身延中学校として開校。
- 1925年（大正14年）11月16日 - 本校舎が完成し、現在地に移転。
- 1929年（昭和4年）6月29日 - 校旗が制定される。
- 1933年（昭和8年）2月11日 - 校歌が制定される。
- 1942年（昭和17年）11月7日 - 校舎改築、増床される。
- 1948年（昭和23年）4月1日 - 学制改革により、山梨県立身延第一高等学校に改称。

### 身延第二高等学校（女子校）
- 1928年（昭和3年）3月12日 - 山梨県立身延小学校の敷地内に身延実科高等女学校として開校。
- 1944年（昭和19年）4月1日 - 山梨県に移管され、山梨県立身延高等女学校に改称。
- 1947年（昭和22年）4月1日 - 学制改革により、山梨県立身延第二高等学校に改称。

### 身延高等学校（男女共学）
- 1950年（昭和25年）4月1日 - 身延第一高校と身延第二高校が合併・統合し、現校名となる。
- 1951年（昭和26年）4月1日 - 定時制課程が制定される（その後廃止）。
- 1972年（昭和47年）11月14日 - 旧校舎の一部が火災により焼失したため建て替えを行なっていた現B・C号棟が落成。
- 1973年（昭和48年）5月7日 - クラブハウス「済美寮」が完成。
- 1993年（平成5年） - この年を最後に商業科の募集が停止される。
- 1994年（平成6年）4月1日 - 現本館および現体育館、文化創造館が落成、この年の入学生より男子制服もブレザーに変更、元々ブレザーだった女子制服もデザインが変更される。また、理数科の基となる理数コースが設置されている。
- 1996年（平成8年）3月1日 - 商業科最後の生徒が卒業式を迎え、これにより商業科が廃止される。
- 1997年（平成9年）4月1日 - 理数科が設置される。
- 1998年（平成10年）4月1日 - この年よりそれまでの3学期制を2学期制に改める。
- 2001年（平成13年）11月12日 - 多目的室内練習場が竣工。
- 2007年（平成19年）10月28日 - 「済美寮」の寄宿舎化が完了し、開寮。
- 2012年（平成24年）5月15日 - 翌年より総合制に移行されることが決定。これにより普通科と理数科の募集が停止される。
- 2013年（平成25年）4月1日 - この年の入学生より総合学科を設置、また、制服のデザインも変更される。
- 2015年（平成27年）3月1日 - 普通科、理数科最後の生徒が卒業式を迎える。これにより普通科は65年、理数科は18年の歴史を終える。
- 2015年（平成27年）4月1日 - 総合学科生が3学年全てそろう。

## 部活動
2016年現在、以下の部が活動している。

### 体育局
野球部、陸上競技部、サッカー部、柔道部、剣道部、弓道部、カヌー部、男子ソフトボール部、バレーボール部（男・女）、バスケットボール部（男・女）、ソフトテニス部（男・女）なぎなた同好会
このうち男子ソフトボール部は全国高校総体（インターハイ）において20年連続県代表として出場。またカヌー部（カヌーポロ）国大会または関東大会に出場して男子ソフトテニス部も２年連続で関東大会に出ている。

### 文化局
美術部、演劇部
演劇部が全国大会に出場する実績を持つ。

### 外局
吹奏楽部、家庭クラブ
吹奏楽部が関東大会に出場する実績を持つ。

### その他
アマチュア無線呼出符号JR1ZHRが存在した。

## その他

### 学生寮
遠距離通学者のための学生寮として「済美寮」が存在する。元々はクラブハウスとして竣工したが、利用者の減少や校門付近に文化創造館が整備されたことにより閉鎖状態であった。2007年（平成19年）に「通学区域等による関する規則」が廃止され、これまで身延町・南部町・早川町・市川三郷町の一部に限られていた通学圏が山梨県全域に開放された。これを機に学生寮設置を求める声が出て、同窓会の寄付により「済美寮」を学生寮として整備した。山梨県の県立高校で学生寮があるのは同校のみである（市町村立を含めれば北杜市立甲陵高等学校がある）。

### 修学旅行
2年次の12月に沖縄県へ3泊4日の修学旅行が行われている。1990年代半ばまでは京都・大阪を回っており、1995年には阪神・淡路大震災から半年後の神戸へ行き、体験学習も行っている。

### 中高一貫教育
2013年（平成25年）、山梨県教育委員会は近隣の中学校と連携しての中高一貫教育を導入する高校の候補を身延高校に絞り込んだ。連携先は近隣にある身延町立身延中学校および旧学区内にある南部町立南部中学校であり、山梨県立高等学校の第1号として正式に決定。2019年（令和元年）度より、身延高と2中学校は、連携型中高一貫教育校となった。

### 高校統合について
山梨県では少子化による県立高校統合が進められており、峡南地区でも山梨県立市川高等学校、山梨県立峡南高等学校、山梨県立増穂商業高等学校の他3校と統合し、新設校を設置する構想が持ち上がっていた。
しかし身延高校OBからの反発が強く、また市川高校周辺に校舎建設が検討されると旧身延町域や南部町域、早川町域からの通学が困難になること、南部町域の場合は特に市川高校のある旧市川大門町より静岡県富士宮市のほうが距離が近く（南部町北端の内船駅からでも市川大門駅まで35kmなのに対し富士宮駅まで23km）、高校進学者の隣県流出に拍車がかかることが予想された。さらに先述の通り身延では総合学科への移行や中高一貫教育に向けた準備など他3校とは別の取り組みが行われていることから、山梨県教育委員会は身延高の存続および他3校による統合校新設を決定した。

## 主な著名人
- 金丸信 - 元副総理
- 望月幸明 - 元山梨県知事・身延高校同窓会会長
- 佐野實 - ニプロ株式会社創業者。元身延高校同窓会関西支部支部長
- 若林仁 - 元ロッテオリオンズ投手
- 近藤満 - 元中日ドラゴンズ投手
- ヨネヤマ・ママコ - パントマイム演者
- 深沢秋男 - 国文学者
- 丸山照雄 - 宗教評論家

## アクセス
- JR身延線身延駅より山梨交通バス身延山行きに乗り、身延高校前バス停下車。所要7分。
  - 登校時間には身延駅からスクールバスが出ている。山梨交通の時刻表にも記載されており、同校生徒以外も利用可能。
- 身延線より徒歩でも行くことができるが約30分かかる。